# Tensegritat

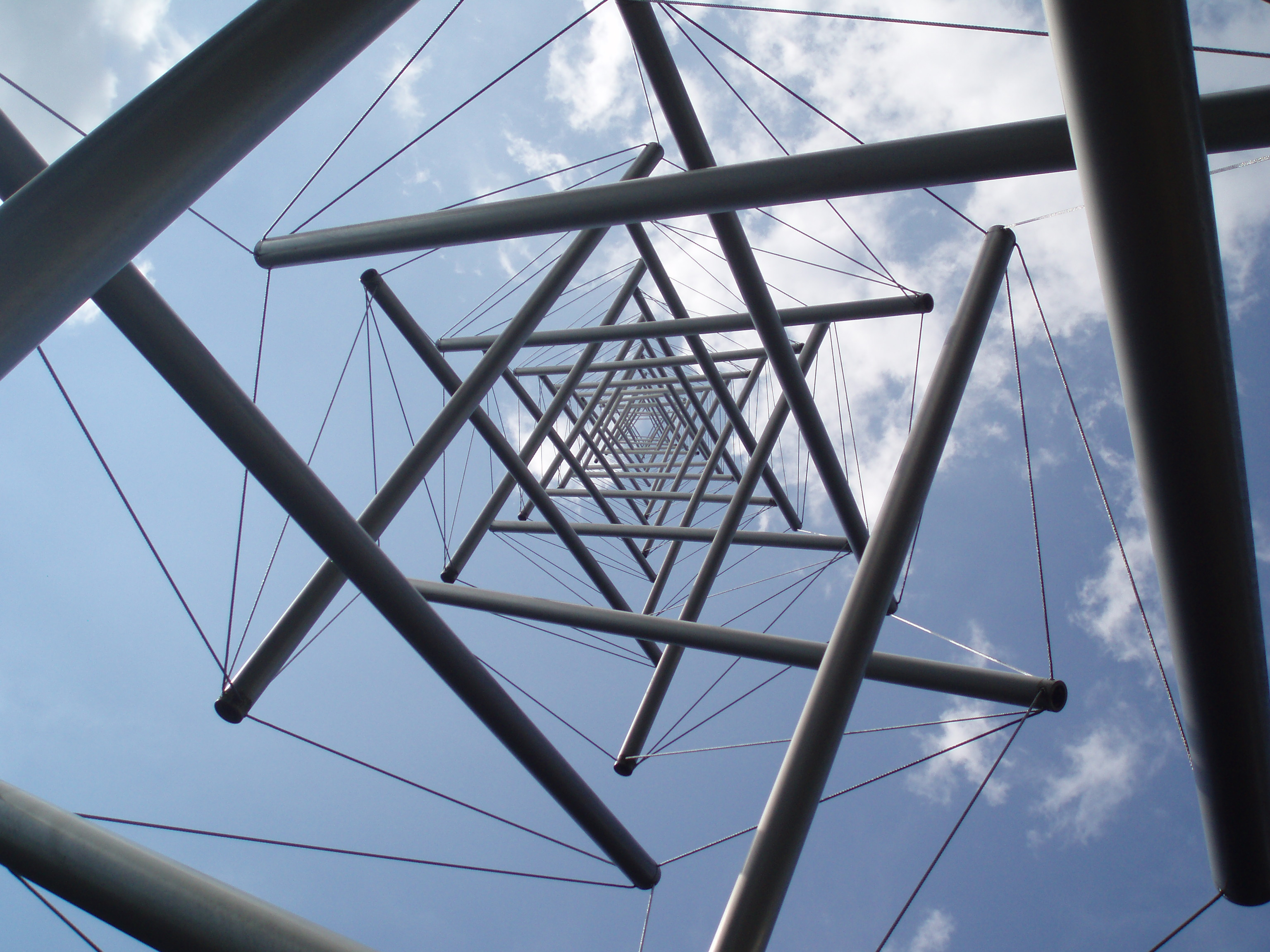

La tensegritat, integritat tensional o compressió flotant és un principi estructural basat en l'ús de components aïllats en compressió, dins d'una xarxa de tensió contínua, de tal forma que els membres comprimits (sovint barres o tubs) no es toquen entre ells, i els membres tensionats (sovint cables o tendons) dibuixen el sistema de forma espacial. El terme va ser proposat per Buckminster Fuller a la dècada dels 60 com a sinònim d'"integritat tensional". L'altra denominació, "compressió flotant", la va usar sobretot Kenneth Snelson.